# Vlaamse emigratie naar Wallonië
De Vlaamse emigratie naar Wallonië was een omvangrijk fenomeen in de geschiedenis van België. Van de onafhankelijkheid van België tot ongeveer 1965 trokken honderdduizenden Vlamingen naar Wallonië op zoek naar werk. De in Lauwe geboren Belgische sociolinguïst Kas Deprez (1945-2000) schreef: "De eerste industriële revolutie ging Vlaanderen bijna geheel voorbij. Vlamingen emigreerden naar het Waals industrieel bekken (en andere regio's) om aan de armoede thuis te ontsnappen." In mindere mate trokken ook Vlaamse boeren naar Wallonië, vooral uit West- en Oost-Vlaanderen.
De cijfers van de door de overheid georganiseerde talentellingen van 1866 tot 1910 (onderdeel van de tienjaarlijkse volkstellingen ) zoals gepubliceerd door de Waalse historicus Yves Quairiaux maken de omvang van dit economisch verschijnsel zichtbaar.

## Mijnwerkers
Tot omstreeks 1965 was Wallonië welvarender dan Vlaanderen. Honderdduizenden Vlamingen probeerden hierdoor uit de armoede te ontsnappen door naar Wallonië te trekken. Vooral door de landbouwcrisis van de jaren 1870, de tweede industriële revolutie (rond 1890) en de crisis van de jaren 30 trokken veel Vlamingen naar Wallonië.
Een deel vestigde zich permanent daar; anderen pendelden wekelijks of zelfs dagelijks en combineerden hun werk in Wallonië met kleinschalige landbouw thuis. De uitbouw van het spoornet zorgde ervoor dat in de loop van de tijd meer mensen kozen om te pendelen dan zich permanent in Wallonië te vestigen.
Vanaf de jaren '30 kregen de Vlaamse arbeiders in Wallonië toenemend concurrentie van buitenlanders (vooral Italianen, Noord-Afrikanen en Polen). De ontginning van de mijnen in Limburg zorgde ervoor dat Vlamingen vooral daarheen trokken. Het arbeidsplaatsenoverschot in Wallonië werd daarna bijna uitsluitend door deze buitenlanders gevuld.
Deze migratie besloeg alle Vlaamse provincies, maar de focus verschilde. Limburgers en inwoners van het Hageland en de Zuiderkempen trokken vooral naar Luik en, in mindere mate, Charleroi. West-Vlaamse arbeiders trokken voornamelijk naar Henegouwen (en Noord-Frankrijk).

## Boeren
De migratie van Vlaamse boeren naar Wallonië (de Waalse pers sprak vaak van "kolonisatie") was veel kleinschaliger dan die van arbeiders. Het bedraagt slechts ongeveer tienduizend boeren, tegenover honderdduizenden arbeiders.
Al in het jaar 1903 is er sprake van een kleine groep Vlaamse boeren in Wallonië die daar in de tien voorgaande jaren heengetrokken waren. Zij moeten dus aan het einde van de 19de eeuw daarheen gemigreerd zijn, mogelijk omwille van de agrarische depressie van de jaren 1880-1895. Soms volgden zij Waalse boeren op die naar Canada getrokken waren. Een tweede kleine migratiegolf vond plaats in de jaren '30. De crisis zorgde ervoor dat een aantal Waalse boeren geen opvolger vonden. Vlamingen namen deze hoeven over.
De grootste golf vond plaats na de Tweede Wereldoorlog. In Vlaanderen waren er, omwille van het hoge geboortecijfer bij boeren, te veel boeren voor de beschikbare grond. Daarbovenop was er omwille van de uitdijende steden, wegen- en kanaalbouw, ... ook nog een forse afname van de landbouwgrond, die niet werd gecompenseerd door het ontginnen van woeste gronden. Vroeger waren veel Vlaamse boeren naar Noord-Frankrijk getrokken, maar na de Tweede Wereldoorlog sloot Frankrijk zijn grenzen omdat het land nodig was voor de uit de kolonies terugkerende Fransen.
In tegenstelling tot de migratie van arbeiders was de migratie van boeren voornamelijk beperkt tot Oost- en vooral West-Vlaanderen. Verklaringen hiervoor zijn de hogere pacht- en grondprijzen daar en het feit dat boeren daar minder geneigd waren in de fabriek te gaan werken. Zij weken liever uit dan hun sociale status als boer te verliezen.

## Effect op de Waalse literatuur
De Waalse literatuur (als regionale taal) beleefde haar gouden eeuw tijdens de piek van de Vlaamse immigratie: volgens Steven Kellman kwamen in die tijd de Waalse literatuur, toneelstukken en poëzie tot bloei en werden er veel theaters en tijdschriften opgericht.

## Omvang van de immigratie

### Talentellingen 1866-1910
Deze talentellingen bepaalden per gemeente de talenkennis (Vlaams (nu Nederlands), Frans of Duits) van de inwoners. Quairiaux baseerde zich in zijn schatting van het aantal Vlamingen in Wallonië op het gegeven dat in deze periode alleen de Vlamingen Vlaams spraken of tweetalig (Vlaams-Frans) waren. Het duurde niet lang voordat zij zich de plaatselijke cultuur en taal eigen maakten (meer het Waals of het Picardisch dan het Frans, zeker in het begin).
| Talentelling | Arrondissement (provincie)   | Aat (Henegouwen)   | Charleroi (Henegouwen) | Bergen (Henegouwen) | Zinnik (Henegouwen) | Thuin (Henegouwen)  | Doornik (Henegouwen) | Hoei (Luik)       | Luik (Luik)          | Verviers (Luik)     | Borgworm (Luik)    | Waals-Brabant        | Luxemburg           | Namen               |
| ------------ | ---------------------------- | ------------------ | ---------------------- | ------------------- | ------------------- | ------------------- | -------------------- | ----------------- | -------------------- | ------------------- | ------------------ | -------------------- | ------------------- | ------------------- |
| 1866         | Totale bevolking: Vlamingen: | 84.207 1.621 1,93% | 212.446 9.044 4,26%    | 189.168 2.205 1,17% | 93.014 2.727 2,93%  | 96.283 485 0,50%    | 151.434 3.515 2,32%  | 80.874 433 0,54%  | 290.947 19.242 6,61% | 131.828 5.953 4,52% | 49.019 1.635 3,34% | 156.243 4.466 2,86%  | 199.910 645 0,32%   | 302.778 2.100 0,69% |
| 1880         | Totale bevolking: Vlamingen: | 85.856 1.359 1,58% | 286.249 10.565 3,69%   | 214.078 2.793 1,30% | 110.591 5.219 4,72% | 108.823 971 0,89%   | 153.610 4.957 3,23%  | 89.969 431 0,48%  | 358.282 24.369 6,80% | 155.382 6.534 4,09% | 54.856 1.570 2,86% | 165.594 4.221 2,55%  | 209.118 916 0,44%   | 322.654 2.606 0,81% |
| 1890         | Totale bevolking: Vlamingen: | 84.373 2.173 2,58% | 327.179 15.912 4,86%   | 227.835 2.921 1,28% | 121.133 5.895 4,87% | 114.496 1.078 0,94% | 154.936 6.434 4,15%  | 95.847 753 0,79%  | 425.595 40.423 9,50% | 172.016 5.714 3,32% | 57.450 2.592 4,51% | 169.350 8.502 5,02%  | 211.711 842 0,40%   | 335.471 4.198 1,25% |
| 1900         | Totale bevolking: Vlamingen: | 84.649 2.300 2,72% | 377.590 21.266 5,63%   | 245.244 3.968 1,62% | 135.303 7.549 5,58% | 125.298 1.806 1,44% | 157.049 6.867 4,37%  | 100.387 876 0,87% | 481.849 41.687 8,65% | 176.370 4.765 2,70% | 60.447 2.902 4,80% | 176.390 9.189 5,21%  | 219.210 1.225 0,56% | 346.512 4.035 1,16% |
| 1910         | Totale bevolking: Vlamingen: | 83.790 2.537 3,03% | 421.024 26.986 6,41%   | 260.780 4.070 1,56% | 147.879 8.956 6,06% | 137.522 3.327 2,42% | 164.054 7.930 4,83%  | 103.385 971 0,94% | 534.981 42.476 7,94% | 178.476 5.052 2,83% | 63.077 2.805 4,45% | 186.354 10.561 5,67% | 231.215 1.546 0,67% | 362.846 5.169 1,42% |

Deze cijfers  zijn overgenomen uit de officiële cijfers gepubliceerd in het Belgisch Staatsblad. Bij het cumuleren van de cijfers voor de arrondissementen gelegen lansheen de taalgrens werden de gemeenten die toen al in meerderheid Nederlandstalig waren en nu deel uitmaken van Vlaanderen en de gemeenten die nu faciliteitengemeenten zijn (bijv. Edingen) niet opgenomen. Omgekeerd werden de toen al in meerderheid Franstalige gemeenten die in Vlaanderen lagen en nu in Wallonië wel opgenomen. In het boek (vertaald in het Frans) van de Vlaamse journalist Pascal Verbeken. gebruikt de auteur deze cijfers om de omvang van het fenomeen in kaart te brengen. Verbeken net als Quairiaux zijn het erover eens dat dit verschijnsel heel belangrijk was voor de wording van België of in ieder geval voor de vorming van de identiteit van de grootste bevolkingsgroepen van België: de Walen en de Vlamingen. 
Van de industriële gebieden langs de Sillon industriel (de "industrievallei" tussen Bergen/Mons en Verviers), waren de Borinage (in het westen van Wallonië) en de regio rond Verviers (in het oosten) minder betrokken bij dit verschijnsel. Aan de provincies Waals-Brabant, Namen en Luxemburg ging dit fenomeen vrijwel volledig voorbij.  De belangrijkste gebieden van de Vlaamse immigratie waren de drie industriële gebieden Charleroi, Luik en het Centre rond La Louvière. In de periode waarvan Quairiaux de resultaten van de talentelling publiceert trokken ongeveer 500.000 Vlamingen naar Wallonië om in de industriële gebieden werk te zoeken.

### Gemeenten met hoog aandeel Vlamingen
Op basis van dezelfde criteria (sprekers NL en NL+FR = Vlamingen) als voor de cijfers per arrondissement kan men op basis van de talentellingen ook terugvinden hoe hoog het aandeel Vlamingen opliep per gemeente tijdens de hoogdagen van de Waalse kolen en staal industrie. Vooral in het bekken van Luik ging het soms om erg hoge aandelen.

#### Bekken van Luik
| Talentelling  | Jaar                                   | 1866                 | 1880                  | 1890                  | 1900                  | 1910                  | 1920                 | 1930                 | 1947                 |
| ------------- | -------------------------------------- | -------------------- | --------------------- | --------------------- | --------------------- | --------------------- | -------------------- | -------------------- | -------------------- |
| Luik          | Totale bevolking: Vlamingen: Aandeel%: | 99.073 11.677 11.79% | 123.087 12.878 10,46% | 147.614 18.893 12,80% | 150.010 18.790 12,53% | 162.933 16.760 10,29% | 156.258 14.461 9,25% | 160.179 12.582 7,85% | 150.693 13.856 9,19% |
| Tilleur       | Totale bevolking: Vlamingen: Aandeel%: | 3.107 843 27,13%     | 4.306 965 22,41%      | 5.679 1.855 32,66%    | 6.239 1.362 21,83%    | 6.487 1.960 30,21%    | 6.109 1.258 20,59%   | 6.374 1.486 23,31%   | 5.956 639 10,73%     |
| Montegnée     | Totale bevolking: Vlamingen: Aandeel%: | 3.451 124 3,59%      | 4.896 423 8,64%       | 6.103 1.174 19,24%    | 7.856 1.675 21,32%    | 9.096 2.000 21,99%    | 9.307 1.845 19,82%   | 9.920 1.652 16,65%   | 9.968 1.285 12,89%   |
| Saint-Nicolas | Totale bevolking: Vlamingen: Aandeel%: | 3.044 269 8,84%      | 4.536 763 16,82%      | 6.547 1.787 27,29%    | 7.391 2.050 27,74%    | 8.546 1.743 20,40%    | 8.229 1.865 22,66%   | 8.510 1.444 16,97%   | 8.477 925 10,91%     |
| Ans           | Totale bevolking: Vlamingen: Aandeel%: | 5.782 240 4,15%      | 5.636 253 4,49%       | 6.872 572 8,32%       | 8.141 910 11,18%      | 10.116 930 9,19%      | 10.966 1.227 11,19%  | 12.246 1.321 10,79%  | 13.329 1.092 8,19%   |
| Glain*        | Totale bevolking: Vlamingen: Aandeel%: |                      | 1.517 213 14,04%      | 2.150 431 20,05%      | 2.561 573 22,37%      | 2.788 689 24,71%      | 2.693 855 31,75%     | 3.006 540 17,96%     | 3.048 467 15,32%     |
| Seraing       | Totale bevolking: Vlamingen: Aandeel%: | 19.451 1.448 7,44%   | 27.380 1.851 6,76%    | 33.265 2.290 6,88%    | 35.711 2.144 6,00%    | 39.500 2.132 5,40%    | 36.646 2.331 6,36%   | 41.824 2.371 5,67%   | 40.326 1.969 4,88%   |
| Ougrée        | Totale bevolking: Vlamingen: Aandeel%: | 5.756 82 1,42%       | 7.978 315 3,95%       | 10.237 474 4,63%      | 12.271 701 5,71%      | 16.470 1.199 7,28%    | 16.743 1.388 8,29%   | 18.862 1.299 6,89%   | 17.785 1.593 8,96%   |
| Jemeppe       | Totale bevolking: Vlamingen: Aandeel%: | 4.546 483 10,62%     | 6.252 580 9,28%       | 8.397 1.036 12,34%    | 9.798 966 9,86%       | 11.428 997 8,72%      | 11.792 1.407 11,93%  | 13.185 995 7,55%     | 13.152 762 5,79%     |
| Bressoux*     | Totale bevolking: Vlamingen: Aandeel%: |                      | 2.243 45 2,01%        | 3.495 211 6,04%       | 6.762 648 9,58%       | 11.564 1.237 10,70%   | 12.866 1.127 8,76%   | 14.637 837 5,72%     | 15.058 1.103 7,33%   |
| Grivegnée     | Totale bevolking: Vlamingen: Aandeel%: | 6.036 237 3,93%      | 7.170 251 3,50%       | 9.569 1.049 10,96%    | 9.417 500 5,31%       | 11.513 787 6,84%      | 11.748 901 7,67%     | 13.873 734 5,29%     | 17.899 1.050 5,87%   |
| Angleur       | Totale bevolking: Vlamingen: Aandeel%: | 2.554 192 7,52%      | 4.357 368 8,45%       | 5.901 534 9,05%       | 8.402 695 8,27%       | 10.575 722 6,83%      | 10.248 586 5,72%     | 10.681 721 6,75%     | 9.638 724 7,51%      |

- Glain behoorde tot 1874 tot de gemeente Ans
- Bressoux behoorde tot 1871 tot de gemeente Grivegnée

#### Bekken van Charleroi
| Talentelling          | Jaar                                   | 1866                | 1880                | 1890                | 1900                | 1910                | 1920                | 1930                | 1947                |
| --------------------- | -------------------------------------- | ------------------- | ------------------- | ------------------- | ------------------- | ------------------- | ------------------- | ------------------- | ------------------- |
| Charleroi             | Totale bevolking: Vlamingen: Aandeel%: | 11.852 1.768 14,92% | 16.339 1.290 7,90%  | 20.652 2.515 12,18% | 23.193 2.616 11,28% | 27.174 2.601 9,57%  | 26.647 2.127 7,98%  | 27.866 1.990 7,14%  | 24.846 1.834 7,38%  |
| Châtelineau           | Totale bevolking: Vlamingen: Aandeel%: | 5.185 237 4,57%     | 8.283 1.016 12,27%  | 10.188 816 8,01%    | 12.519 1.330 10,62% | 14.876 1.542 10,37% | 15.573 1.057 6,79%  | 17.362 1.751 10,09% | 16.772 1.612 9,61%  |
| Couillet              | Totale bevolking: Vlamingen: Aandeel%: | 4.673 569 12,18%    | 7.142 740 10,36%    | 8.323 765 9,19%     | 9.329 1.022 10,96%  | 10.751 962 8,95%    | 11.498 1.563 13,59% | 12.145 1.053 8,67%  | 12.264 884 7,21%    |
| Courcelles            | Totale bevolking: Vlamingen: Aandeel%: | 7.458 68 0,91%      | 11.187 98 0,88%     | 12.652 269 2,13%    | 14.564 573 3,93%    | 17.310 1.008 5,82%  | 16.975 1.340 7,89%  | 17.219 1.323 7,68%  | 15.489 1.237 7,99%  |
| Dampremy              | Totale bevolking: Vlamingen: Aandeel%: | 5.012 286 5,71%     | 7.895 257 3,26%     | 8.940 564 6,31%     | 10.332 936 9,06%    | 12.055 1.627 13,50% | 12.587 1.743 13,85% | 12.507 1.692 13,53% | 10.801 1.229 11,38% |
| Gilly                 | Totale bevolking: Vlamingen: Aandeel%: | 15.394 2.647 17,20% | 17.716 2.233 12,60% | 20.449 3.337 16,32% | 21.423 3.837 17,91% | 23.281 3.735 16,04% | 23.593 3.294 13,96% | 24.959 3.645 14,60% | 23.027 2.208 9,59%  |
| Jumet                 | Totale bevolking: Vlamingen: Aandeel%: | 15.363 296 1,93%    | 20.705 194 0,94%    | 23.927 473 1,98%    | 24.636 605 2,46%    | 27.061 719 2,66%    | 26.936 1.208 4,48%  | 26.615 1.319 4,61%  | 27.104 1.677 6,19%  |
| Marchienne-au-Pont    | Totale bevolking: Vlamingen: Aandeel%: | 7.600 563 7,41%     | 11.996 655 5,46%    | 15.153 1.320 8,71%  | 18.046 1.931 10,70% | 20.718 3.195 15,42% | 21.127 3.505 16,59% | 22.594 3.622 16,03% | 20.019 2.381 11,89% |
| Marcinelle            | Totale bevolking: Vlamingen: Aandeel%: | 5.362 425 7,93%     | 9.237 566 6,02%     | 11.180 765 6,84%    | 13.409 895 6,67%    | 17.256 1.065 6,17%  | 19.009 1.800 9,47%  | 20.463 1.593 7,78%  | 21.412 1.653 7,64%  |
| Monceau-sur-Sambre    | Totale bevolking: Vlamingen: Aandeel%: | 3.370 62 1,84%      | 6.304 132 2,09%     | 7.151 217 3,03%     | 7.951 577 7,26%     | 8.527 508 5,96%     | 8.679 866 9,98%     | 9.031 1.271 14,07%  | 9.197 944 10,26%    |
| Montignies-sur-Sambre | Totale bevolking: Vlamingen: Aandeel%: | 10.136 484 7,41%    | 13.325 711 5,46%    | 15.475 948 8,71%    | 17.613 1.384 10,70% | 20.874 2.543 15,42% | 22.294 3.034 16,59% | 23.630 3.631 16,03% | 22.137 2.411 11,89% |
| Roux                  | Totale bevolking: Vlamingen: Aandeel%: | 5.198 390 7,50%     | 7.514 445 5,92%     | 8.430 388 4,60%     | 9.064 411 4,53%     | 9.727 882 9,07%     | 9.910 909 9,17%     | 10.243 855 8,35%    | 9.242 641 6,94%     |

#### Bekken van La Louvière (Centre)
| Talentelling       | Jaar                                   | 1866            | 1880                | 1890             | 1900               | 1910                | 1920                | 1930                | 1947                |
| ------------------ | -------------------------------------- | --------------- | ------------------- | ---------------- | ------------------ | ------------------- | ------------------- | ------------------- | ------------------- |
| La Louvière*       | Totale bevolking: Vlamingen: Aandeel%: |                 | 11.859 1.556 13,12% | 14.257 843 5,91% | 17.570 1.447 8,24% | 20.479 2.505 12,23% | 21.435 2.989 13,94% | 22.803 3.172 13,91% | 20.468 2.836 13,86% |
| Bois-d'Haine       | Totale bevolking: Vlamingen: Aandeel%: | 1.315 18 1,37%  | 1.654 37 2,24%      | 1.954 27 1,38%   | 2.398 269 11,22%   | 3.821 209 5,47%     | 4.047 296 7,31%     | 4.040 458 11,34%    | 3.911 415 10,61%    |
| Haine-Saint-Paul   | Totale bevolking: Vlamingen: Aandeel%: | 2.824 6 0,21%   | 4.253 85 2,00%      | 4.858 98 2,02%   | 5.940 209 3,52%    | 6.854 249 3,63%     | 7.144 447 6,26%     | 7.826 779 9,95%     | 6.648 641 9,64%     |
| Haine-Saint-Pierre | Totale bevolking: Vlamingen: Aandeel%: | 2.568 8 0,03%   | 3.383 84 2,48%      | 4.186 150 3,58%  | 5.064 159 3,14%    | 6.827 545 7,98%     | 6.944 343 4,94%     | 6.886 677 9,83%     | 5.959 586 9,83%     |
| Saint-Vaast        | Totale bevolking: Vlamingen: Aandeel%: | 7.635 167 2,19% | 1.255 3 0,24%       | 1.451 39 2,69%   | 1.578 41 2,60%     | 1.808 38 2,10%      | 1.893 23 1,22%      | 2.342 206 8,80%     | 2.701 347 12,85%    |
| Houdeng-Aimeries   | Totale bevolking: Vlamingen: Aandeel%: | 4.653 382 8,21% | 5.921 207 3,50%     | 6.818 498 7,30%  | 7.115 467 6,56%    | 7.291 482 6,61%     | 7.426 398 5,36%     | 7.685 772 10,05%    | 7.119 683 9,59%     |
| Houdeng-Gœgnies    | Totale bevolking: Vlamingen: Aandeel%: | 4.354 54 1,24%  | 5.274 133 2,52%     | 6.031 162 2,69%  | 7.269 698 9,60%    | 8.133 772 9,49%     | 8.833 852 9,65%     | 8.753 1.150 13,14%  | 8.379 1.054 12,58%  |
| Manage*            | Totale bevolking: Vlamingen: Aandeel%: | '               | 2.678 65 2,43%      | 3.193 184 5,76%  | 3.703 284 7,67%    | 4.839 278 5,74%     | 5.088 280 5,50%     | 5.105 400 7,84%     | 4.978 387 7,77%     |
| Fayt-lez-Manage    | Totale bevolking: Vlamingen: Aandeel%: | 2.991 4 0,13%   | 3.574 25 0,70%      | 3.756 124 3,30%  | 4.043 147 3,64%    | 4.764 242 5,08%     | 4.920 298 6,06%     | 5.057 352 6,96%     | 4.914 473 9,63%     |
| Strépy             | Totale bevolking: Vlamingen: Aandeel%: | 2.403 2 0,08%   | 4.130 32 0,77%      | 5.070 73 1,44%   | 6.258 59 0,94%     | 7.270 138 1,90%     | 7.872 191 2,43%     | 8.100 292 3,60%     | 8.163 377 4,62%     |
| Trivières          | Totale bevolking: Vlamingen: Aandeel%: | 1.083 '         | 1.375 4 0,29%       | 1.556 4 0,26%    | 1.997 100 5,01%    | 2.570 133 5,18%     | 2.869 322 11,22%    | 3.116 293 9,40%     | 3.223 381 11,82%    |

- Tot 1869 behoorde La Louvière bij de gemeente Saint-Vaast.
- Tot 1880 behoorde Manage bij de gemeente Seneffe.

Nota Bene:
Bij de inwoneraantallen zijn de cijfers voor zij die verklaarden geen enkele taal te spreken niet meegenomen, het gaat hierbij om kinderen jonger dan 2 jaar en dit voor de tellingen vanaf 1900.

### Aanwezigheid van Vlaamse familienamen in Wallonië
In "L'Immigration flamande en Wallonie. Évaluation à l'aide d’un indicateur anthroponymique" van de demografen Michel Foulon en Michel Poulain van de UCL gepubliceerd in 1981 wordt via een studie aan de hand van het aantal familienamen beginnend met VAN in Wallonië een inschatting gemaakt van de Vlaamse emigratie naar Wallonië. De keuze voor deze familienamen als zijnde van bijna exclusief Vlaamse oorsprong bewijzen ze door het feit dat familienamen van Franse/Waalse oorsprong beginnend met deze lettercombinatie haast onbestaand zijn en derhalve ook nauwelijks voorkomen, bovendien is de populatie beginnend met VAN voldoende groot om betrouwbare extrapolaties te maken.
Als database gebruiken zij de telefoongidsen van het jaar 1975 die de Waalse gemeenten omvatten, waarin ze per gemeente het aandeel van de VAN populatie bepalen. Daarnaast bepalen zij het aandeel van de populatie VAN in de telefoongidsen voor de Vlaamse provincies (met uitzondering van de gids voor zone Brussel die ook vrijwel alle gemeenten van het Vlaamse arrondissement Halle-Vilvoorde omvat), zodat op basis van dit aandeel, de VAN populatie in de Waalse gemeenten kan worden geëxtrapoleerd naar het totaal aantal Vlaamse familienamen. Ten slotte wordt het aantal telefoonaansluitingen vergeleken met het totaal aantal inwoners zodat ook daar de extrapolatie kan worden gemaakt naar de totale bevolking.
| Populatie VAN 1975  | Antwerpen | Oost-Vlaanderen | West-Vlaanderen | Limburg & Vlaams-Brabant* |
| ------------------- | --------- | --------------- | --------------- | ------------------------- |
| Aandeel % in totaal | 16,3%     | 14,9%           | 12,8%           | 13,3%                     |

| Populatie VAN 1975  | Henegouwen | Luik  | Namen | Waals-Brabant | Luxemburg | Tot. Wallonië |
| ------------------- | ---------- | ----- | ----- | ------------- | --------- | ------------- |
| Aandeel % in totaal | 4,05%      | 2,00% | 2,25% | 5,90%         | 1,15%     | 3,10%         |

In 1975 bedroeg het totaal aantal telefoonaansluitingen in Wallonië 499.986 met een aandeel van 3,10% (15.492) beginnend met de lettercombinatie VAN voor een totale bevolking van ongeveer 3.200.000 inwoners. Vanuit de vaststelling dat het aandeel van de populatie VAN in Vlaanderen (gemiddelde van de verschillende provincies) 14,5% bedraagt kan men via extrapolatie een schatting maken van het totaal aantal inwoners van Vlaamse afkomst in Wallonië anno 1975.

#### Extrapolatie
- Verhouding telefoonaansluitingen Wallonië / inwoners Wallonië: 499.986/3.200.000 = 1 op 6,4
- Totale populatie VAN Wallonië: 15.492 x 6,4 = 99.149 inwoners
- Totale populatie Vlaamse afkomst in Wallonië: 99.149 = 14,5% dus 100% = 683.786 inwoners

#### Extrapolatie op basis van cijfers 2018
Op basis van de frequentie van familienamen in 2018 per gewest zoals gepubliceerd door Statbel, geeft een extrapolatie op basis van de populatie familienamen beginnend met VAN het volgende resultaat.
- Aandeel populatie VAN Vlaanderen: 15,936% (berekend op de namen die samen de top 50,21% van de inwoners vertegenwoordigen) = 524.348 inw.
- Aandeel populatie VAN Wallonië: 2,334% (berekend op de namen die samen de top 50,21% van alle inwoners vertegenwoordigen) = 42.461 inw.
- Aandeel populatie VAN voor 100% van inwoners Wallonië = 84.567 inwoners  (42.461/50,21x100)
- Totale populatie Vlaamse afkomst in Wallonië: 84.567 inwoners = 15,936% dus 100% = 530.666 inwoners.

#### Top 10 Vlaamse familienamen in Wallonië (2018)
De meest voorkomende familienaam in Wallonië is Dubois met een frequentie van 9.351, de meest voorkomende familienaam van Vlaamse oorsprong, Janssens, komt in Wallonië met 2.824 op de 52e plaats.
| Rang | Naam     | Aantal (2018) | Rang in Wallonië |
| ---- | -------- | ------------- | ---------------- |
| 1    | Janssens | 2.824         | 52               |
| 2    | Willems  | 2.563         | 64               |
| 3    | Peeters  | 2.545         | 65               |
| 4    | Maes     | 2.527         | 66               |
| 5    | Mertens  | 2.497         | 68               |
| 6    | Devos    | 2.064         | 88               |
| 7    | Jacobs   | 2.038         | 89               |
| 8    | Claes    | 1.882         | 102              |
| 9    | Michiels | 1.708         | 120              |
| 10   | Goossens | 1.695         | 122              |